# Korean Register of Shipping
Il Korean Register (KR) è una società di classificazione senza scopo di lucro fondata in Corea del Sud che offre servizi di verifica e certificazione di navi e strutture marine in termini di progettazione, costruzione e manutenzione. Fondata nel 1960, la società impiega 889 persone. La sua sede centrale è a Busan e ha 66 uffici in tutto il mondo.
La KRS è membro a pieno titolo dell'International Association of Classification Societies (IACS), l'associazione di categoria delle principali società di classificazione mondiali.